# 山中裕
山中 裕（やまなか ゆたか、1921年1月19日 - 2014年6月13日）は、日本史学者・日本古典研究者。東京大学史料編纂所教授、関東学院大学文学部教授を経て、田園調布学園大学名誉教授。

## 略歴
東京府生まれ。1943年東京帝国大学文学部国史学科卒業。東京大学史料編纂所教授、定年前に1975年関東学院大学文学部教授、1989年退職、田園調布学園大学教授、のち名誉教授。1977年「平安朝文学の史的研究」で東京大学より文学博士の学位を取得。
『栄花物語』を専門として、平安朝の歴史と文学を横断する研究をおこない、藤原道長の日記『御堂関白記』の注釈を続けた。劇場用アニメ「紫式部 源氏物語」平安行事監修。横須賀市史編さん委員会委員長として『新横須賀市史』作成に携わる。なお作成中に下記にあるよう亡くなった。
2014年6月13日午後4時13分、老衰のため横浜市の病院で死去、93歳。

## 著書
- 『歴史物語成立序説 源氏物語・栄花物語を中心として』東京大学出版会 1962
- 『平安時代の女流作家』至文堂 1962 (日本歴史新書)
- 『平安朝の年中行事』塙選書 1972
- 『平安人物志』東京大学出版会 1974 (東大人文科学研究叢書)
- 『平安朝文学の史的研究』吉川弘文館 1974
- 『平安朝ものしり テレビ・小説が身近かになる』ロングセラーズ 1976 (ムックの本)
- 『和泉式部』吉川弘文館(人物叢書) 1984　オンデマンド版　2024　ISBN　9784642750820
- 『藤原道長』教育社歴史新書 1988、法蔵館文庫 2023
- 『平安時代の古記録と貴族文化』思文閣出版 1988
- 『源氏物語の史的研究』思文閣出版 1997
- 『藤原道長』吉川弘文館(人物叢書) 2008 ISBN　9784642052436
- 『栄花物語・大鏡の研究』思文閣出版、2012

## 共編著
- 年中行事の歴史学 遠藤元男共編 弘文堂 1981.3
- 年中行事の文芸学 今井源衛共編 弘文堂 1981.7
- 平安時代の歴史と文学 吉川弘文館 1981.11
- 栄花物語研究 第1-3集 国書刊行会・高科書店 1985-1991
- 論争日本古代史 森田悌共編 河出書房新社 1991.1
- 摂関時代と古記録 吉川弘文館 1991.6
- 王朝歴史物語の世界 吉川弘文館 1991.6
- 平安貴族の環境 平安時代の文学と生活 鈴木一雄共編 至文堂 1991.11
- 古記録と日記 思文閣出版 1993.1
- 源氏物語を読む 吉川弘文館 1993.3
- 平安時代の儀礼と歳事 平安時代の文学と生活 鈴木一雄共編 至文堂 1994.2
- 平安時代の信仰と生活 平安時代の文学と生活 鈴木一雄共編 至文堂 1994.2
- 平安貴族の環境 平安時代の文学と生活 鈴木一雄共編 至文堂 1994.2
- 新栄花物語研究 風間書房 2002.10
- 栄花物語の新研究 歴史と物語を考える 久下裕利共編 親典社 2007.5

## 校訂
- 栄花物語 松村博司と校註 岩波書店 1964-1966 (日本古典文学大系)
- 御堂関白記全註釈 現在15巻 国書刊行会・思文閣出版 1985-2009
- 新編日本古典文学全集 31-33 栄花物語 秋山虔、池田尚隆、福長進と校註・訳 小学館 1995-1998